# ملكة جمال تونس
ملكة جمال تونس هي مسابقة جمال تقام في تونس وتتنافس فيها المترشحات على لقب ملكة جمال تونس.

## السجل
- 2019: صابرين خليفة [4]
- 2015: راوية جبالي
- 2014: وهيبة عراس
- 2013: هبة التلمودي
- 2010/2009: دنيا الرقيق
- 2008: خديجة مرابط
- 2006: ريم قادري
- 2004: ريم العلاي
- 2002: أميرة ثابت
- 2000: ليلى ولهة
- 1998: نجلاء كونيالي، متأهلة لنهائيات ملكة الجمال الدولي 1998
- 1996: ابتسام الأحمر، وصيفة أولى لملكة الجمال الدولي 1996
- 1971: عايدة مزالي
- 1957: جاكلين تابيا
- 1956: دانيال بوبليل

## وصلات خارجية
- (بالفرنسية) الموقع الرسمي لمسابقة ملكة جمال تونس